# Xã Wayne, Quận Hamilton, Indiana
Xã Wayne (tiếng Anh: Wayne Township) là một xã thuộc quận Hamilton, tiểu bang Indiana, Hoa Kỳ. Năm 2010, dân số của xã này là 7.886 người.